# Historis odius
Espèce
Historis odius est une espèce de lépidoptères de la famille des Nymphalidae, de la sous-famille des Nymphalinae, de la tribu des Coeini et du genre Historis. C'est l'espèce type pour le genre.

## Dénomination
Historis odius a été décrit par l'entomologiste danois Johan Christian Fabricius en 1775 sous le nom de Papilio odius.

### Noms vernaculaires
Il se nomme Orion ou Stinky Leafwing en anglais, Nymphale du Bois Canon en français, Nenfal Bwa kanon ou Nenfal Bwa twompet en créole.

### Sous-espèces
- Historis odius odius

Synonymie pour cette sous-espèce
Papilio orion (Fabricius, 1775)
Aganisthos orion  (Godman & Salvin, 1884)
- Historis odius caloucaera (Brévignon, 2003), présent à la Guadeloupe
- Historis odius dious (Lamas, 1995), présent au Surinam.

Synonymie pour cette sous-espèce
Papilio danaë (Cramer, 1775)
- Historis odius orion (fabricius, 1775), présent du sud des États-Unis à l'Argentine, à la Guadeloupe et la Martinique[6]

## Description
L'imago est un très grand papillon d'une envergure de 90 mm à 110 mm, qui présente un dessus de couleur orange cuivré à très large bordure marron foncé.
Le revers est plus terne marqué de zébrures jaune orangé et marron roux.

### Chenille
Les chenilles ont un corps marron rouge annelé de jaune orné d'épines jaunes et une tête rouge avec deux cornes noires.

## Biologie
L'imago est très attiré par les déchets organiques.

### Plantes hôtes
La chenille d’Historis odius se nourrit de plantes du genre Cecropia (particulièrement Cecropia peltata et Cecropia schreberianaaux, le Bois Canon Antilles) qui regroupe des arbres dioïques de la famille des Cecropiaceae, ou des Urticaceae selon la classification phylogénétique.

## Écologie et distribution
Historis odius a été signalé au Texas. Il est présent au Mexique, en Amérique centrale, en Amérique du Sud, au Surinam et jusqu'en Argentine, en Équateur, en Bolivie et au Pérou, et dans toutes les Grandes Antilles dont Guadeloupe et Martinique.

### Biotope
Il réside en forêt.

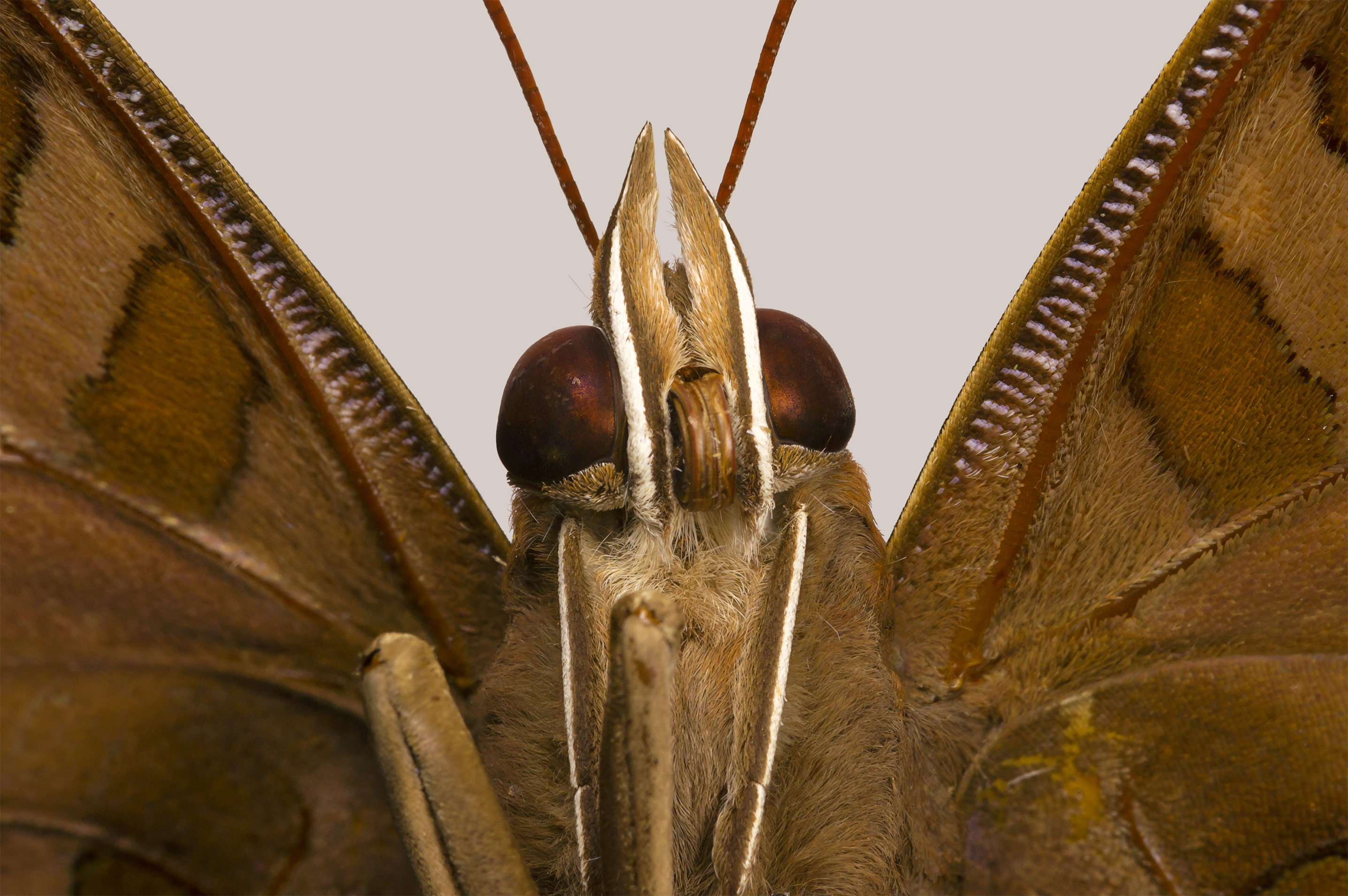
Historis odius Gros plan